# Hal Lindes
Harald Andrew Lindes, detto Hal (Monterey, 30 giugno 1953), è un chitarrista e compositore statunitense e di origini russe.

## Carriera
Tra il 1980 e il 1985 ha fatto parte della rock band inglese Dire Straits, suonando la chitarra ritmica negli album Love over Gold e Alchemy. Dopo quelle esperienze, Lindes lasciò il gruppo guidato da Mark Knopfler per riprendere a dedicarsi all'attività prediletta di autore di colonne sonore per cinema, serie TV e documentari.
Hal Lindes ha suonato la chitarra anche nell'album Vigil in a Wilderness of Mirrors, il primo lavoro solista del cantautore scozzese Fish uscito nel 1990.
Nel 1991 ha scritto il brano Dirty Boy Look contenuto nell'album Over the Pop di Sabrina Salerno.
Nel 2010 con Frank Carillo ha composto i brani Stay e I Can't Talk To You, cantati da Twiggy nel suo album Midnight Blue.

## Discografia

### Colonne sonore
- "The Boys are Back" - musiche originali del film Ragazzi miei di Scott Hicks (2010)
- "Apparitions" dalla serie TV Apparitions di Joe Ahearne e Nick Collins (2009)
- "Ny-Lon" dalla serie TV di Simon Burke e Anya Camilleri (2004)
- "Reckless" dalla serie TV di David Richards e Paul Abbott (1997)
- "Kiss and Tell" dal film di David Richards (1996)